# Sosane occidentalis
Sosane occidentalis är en ringmaskart som först beskrevs av Hartman 1969.  Sosane occidentalis ingår i släktet Sosane och familjen Ampharetidae. Inga underarter finns listade i Catalogue of Life.